# Chotynicze
Chotynicze (biał. Хатынічы; ros. Хатыничи) – agromiasteczko na Białorusi, w obwodzie brzeskim, w rejonie hancewickim, w sielsowiecie Chotynicze, przy drodze republikańskiej P105. Leży wśród ogromnych błot i lasów.
Znajduje się tu parafialna cerkiew prawosławna pw. Zaśnięcia Matki Bożej.
Dawniej wieś należała do jezuitów, a następnie do Potockich. W dwudziestoleciu międzywojennym leżały w Polsce, w województwie poleskim, w powiecie łuninieckim. W czasach carskich i w II Rzeczypospolitej siedziba gminy Chotynicze.